# Saropogon bryanti
Saropogon bryanti là một loài ruồi trong họ Asilidae. Saropogon bryanti được Wilcox miêu tả năm 1966. Loài này phân bố ở vùng Tân Bắc giới.